# South Woodstock
South Woodstock – jednostka osadnicza w Stanach Zjednoczonych, w stanie Connecticut, w hrabstwie Windham.